# Anti-Flag
Anti-Flag était un groupe de punk américain, originaire de Pittsburgh, en Pennsylvanie. 
Le style musical d'Anti-Flag contient un vaste étalage d'idéaux libertaires et exprime une forte résistance contre le fascisme, les organisations religieuses et le nationalisme.
Le groupe a choisi de se séparer le 19 juillet 2023 à la suite des accusations de viol portées à l’encontre de Justin Sane.

## Biographie

### Débuts (1988–1996)
Anti-Flag fut formé en 1988 par le chanteur et guitariste Justin Sane et le batteur Pat Thetic. Pendant les premières années du groupe, plusieurs guitaristes et bassistes se sont succédé, dont la sœur de Justin, Lucy Fester (alias Lucy Geever-Conroy) qui appartenait au groupe Toothpaste de Chicago. Le groupe ne se solidifie pas et se disperse après un unique concert. En 1993, Justin et Pat reforment le groupe, avec Andy Flag à la basse.

### Trois premiers albums (1997–1999)
En 1997, Anti-Flag sort son premier album, Die for the Government, sur le label New Red Archives. Andy Flag quitte le groupe pendant l’été 1997 à cause de différents avec Justin. Sean Whelan, du groupe The Bad Genes, originaire de Pittsburgh, complète le groupe à la basse pendant une brève période. Il jouait également dans un autre groupe, 57 Defective, avec le guitariste Chris Head, qu’il présente à Anti-Flag. Chris Head joue tout d’abord de la basse, mais, à la fin de l’année 1997, Jamie Cock est recruté en tant que bassiste, permettant à Chris Head de changer pour la seconde guitare, qu’il préférait. La composition actuelle du groupe est complétée avec l’arrivée de Chris Barker (alias Chris #2) en 1999, replaçant Jamie Cock à la basse. En 1998, le groupe publie son deuxième album, Their System Doesn't Work For You. Il est composé des neuf morceaux du split Anti-Flag/d.b.s. (Death by Stereo) de 1996 North America Sucks, et de dix morceaux inédits. Le groupe décide de sortir l’album indépendamment, et Their System Doesn't Work For You devient l’album de début de leur propre label A-F Records.
En 1999, Anti-Flag publie l’album A New Kind of Army sur Go-Kart Records/A-F Records, abordant des thèmes comme l’avortement, la corruption politique, le racisme, le fascisme, l’enfance tourmentée, la brutalité policière, et l’union de la jeunesse américaine. La page de couverture se déplie en un poster sur lequel figure la phrase « Too smart to fight. Too smart to kill. Join now. A new kind of army. » (« Trop intelligent pour combattre. Trop intelligent pour tuer. Rejoins maintenant. Une autre sorte d’armée »). Le groupe ajoute une phrase en bas de la couverture disant « Anti-Flag does not mean Anti-American. Anti-Flag means anti-war. Anti-Flag means unity. » (« Anti-Flag ne signifie pas Anti-Américain. Anti-Flag signifie anti-guerre. Anti-Flag signifie union »).

### Fat Wreck Chords (2000–2004)

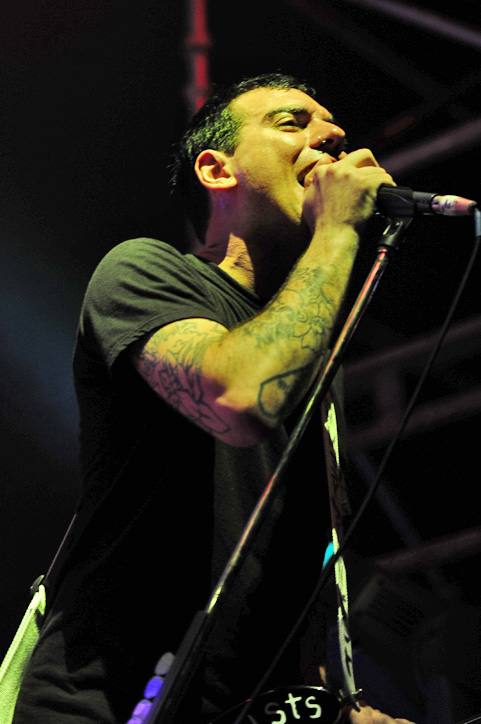
Anti-Flag en 2010.

En 2000, Anti-Flag est invité à participer au Vans Warped Tour. Pendant ce temps, les membres d’Anti-Flag rencontrent Fat Mike du groupe NOFX et propriétaire du label Fat Wreck Chords. Cette rencontre engendre une amitié qui mène à la sortie de deux albums d’Anti-Flag sur ce label.
En 2001, Anti-Flag s’associe avec le producteur de musique punk Mass Giorgini pour enregistrer l’album Underground Network, sorti sur Fat Wreck Chords. La sortie de l’album est sans doute la sortie du groupe du hardcore underground vers un style plus grand public. L’album continue de traiter de la question du fascisme (surtout des néonazis infiltrant la scène hardcore) et la politique étrangère des États-Unis. Il s'agit du premier album à renfermer le désormais habituel livret contenant des essais d’historiens et commentateurs politiques, notamment du Professeur Howard Zinn. Anti-Flag sort l’album Mobilize sur A-F Records en février 2002. Il est composé de huit nouvelles pistes studios et huit pistes d’autres albums enregistrées en concerts.
Après les attentats du 11 septembre 2001, Anti-Flag montre contre la pression pour la guerre avec le titre 911 for Peace. Pendant ce temps, de nombreux magasins de musique retirèrent les albums d’Anti-Flag's de leurs rayons, leur musique étant considérée comme « anti-américaine ». En 2003, Anti-Flag sort l’album The Terror State sur Fat Wreck Chords. Il critique principalement la guerre contre le terrorisme de l’administration George W. Bush. Le livret de l’album contient encore des essais du groupe et de commentateurs politiques. Les paroles de la chanson Post-War Breakout sont à l’origine écrites par Woody Guthrie. La musique de la piste a été arrangée par les membres d'Anti-Flag, Guthrie ne les ayant jamais fixé sur papier.
Le 8 octobre 2004, Le député américain Jim McDermott fit un discours à la Chambre des députés, remerciant Anti-Flag de s’efforcer à encourager les jeunes d’aller voter.

### RCA Records (2005–2009)

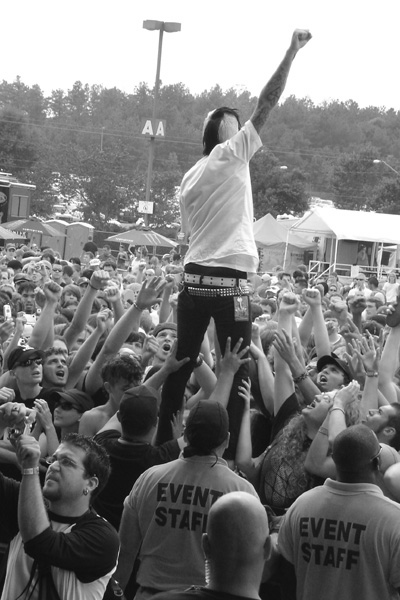
Anti-Flag au Warped Tour en 2006.

En 2005, Anti-Flag signe un contrat de deux albums avec le label RCA. Dans une interview avec le journal britannique The Guardian, Justin Sane explique l’accord du groupe avec ce label important : « Nous avons été démarchés par les grandes maisons de disques pendant les sept ou huit dernières années, mais nous avons pensé que nous avions un impact là où nous étions. Elles n'ont jamais accepté de nous donner un contrôle complet. Cette fois, ils (RCA) étaient prêts à nous laisser toute latitude sur ce que nous enregistrerions, l'artwork, ceux avec qui nous partirions en tournée. Nous ne serons pas censurés. Si nous voulions saisir une chance d'être écoutés à grande échelle, alors c'était le moment. Nous sommes restés confidentiels bien trop longtemps. »
Le premier de ces deux albums, For Blood and Empire, sort le 21 mars 2006. Le thème principal de l’album est la critique de la mauvaise gestion de la guerre contre le terrorisme par le gouvernement des États-Unis. Le titre This is the End (For You My Friend), de l’album For Blood and Empire, apparait dans le jeu vidéo Madden NFL 2007 et dans NHL 07, et s’écarte du thème de la guerre pour revenir vers celui des jeunes en difficultés. Ils terminent leur tournée des États-Unis, War Sucks, Let's Party, en avril et travaillent sur des projets annexes comme l'African Well Fund.
Tout au long de la carrière d’Anti-Flag, beaucoup d’autres groupes sont ajoutés à leur label A-F Records, dont The Code, Pipedown, Much the Same, The Vacancy, The Unseen, Modey Lemon, Thought Riot, et Tabula Rasa. Le 25 novembre 2008, Anti-Flag révèle sur leur site que leur nouvel album serait intitulé The Bright Lights of America. Produit par Tony Visconti (David Bowie, T. Rex), il sort le 1er avril 2008. Le single The Bright Lights of America sort exclusivement sur iTunes, le 12 février 2008. Un clip vidéo de ce titre sort quelques semaines plus tard. Sur la tournée avec le groupe canadien Billy Talent en Europe pendant l’année 2008, Justin Sane et Chris#2 rejoignent le chanteur Ben Kowalewicz et le guitariste Ian D'Sa, de Billy Talent, pour chanter leur nouveau titre Turn Your Back, de leur prochain album. Ils jouent également sur la version single de la chanson.
En mars 2009, Anti-Flag est forcé d’annuler une série de dates de tournée après que Justin Sane se casse la clavicule en sautant maladroitement de la scène pour arrêter une bagarre dans la foule au UEA LCR à Norwich.

### SideOneDummy (2009–2014)

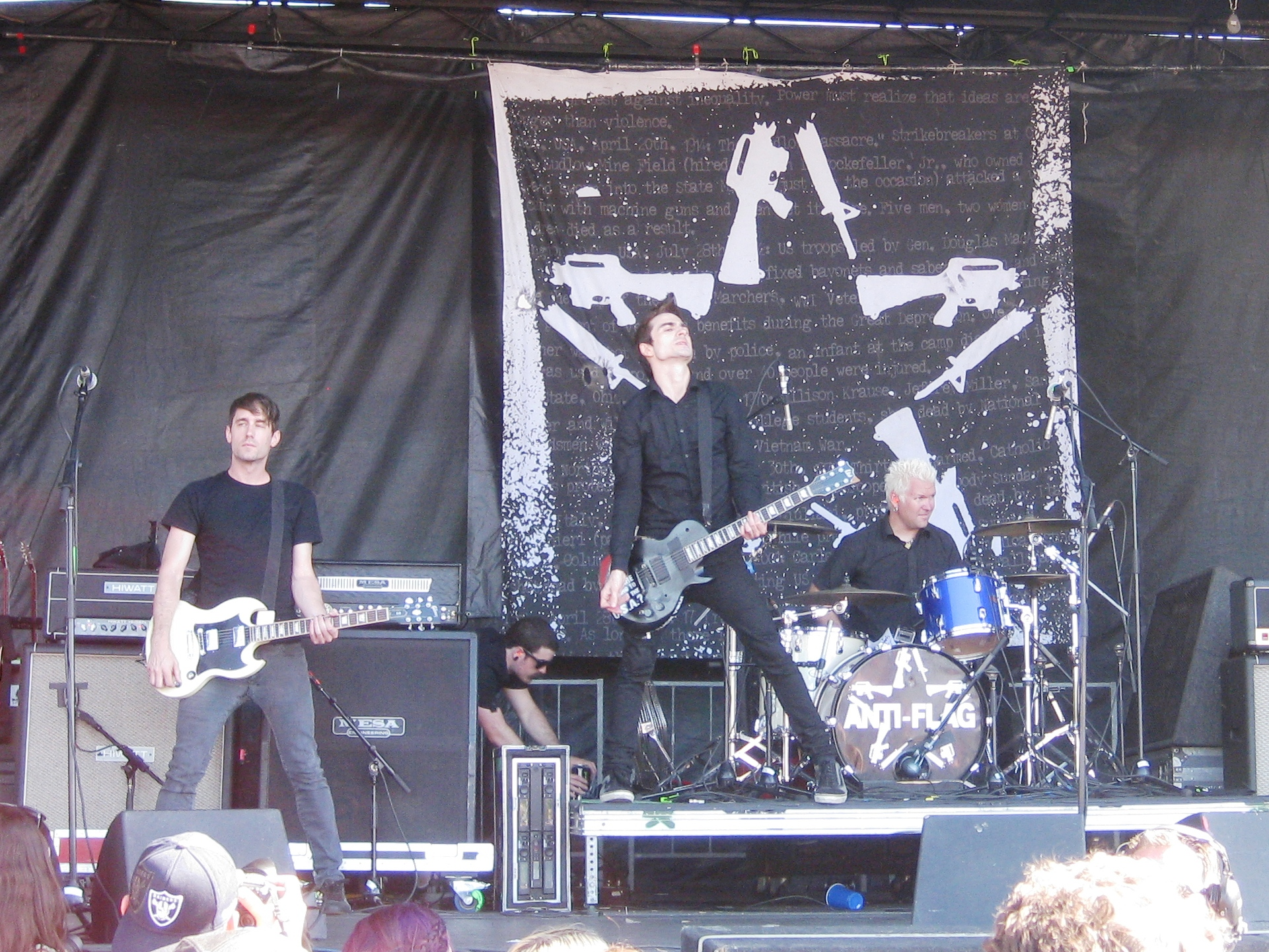
Anti-Flag au Warped Tour de Chula Vista, en Californie, le 27 juin 2012.

Le 30 septembre 2008, Chris#2 poste sur son blog, nowarwithoutwarriors.blogspot.com que le groupe avait commencé à travailler sur leur septième album studio. Le 2 décembre, Anti-Flag commença l’enregistrement, avec The Economy is Suffering... Let it Die. Le 31 mars 2009, Anti-Flag annonce que leur prochain album, The People or the Gun, sortirait sur SideOneDummy le 9 juin 2009. Le groupe enregistre l’album dans un studio qu’ils montent eux-mêmes. Le premier titre de l’album Sodom, Gomorrah, and Washington DC (Sheep in Shepherd's Clothing) pouvait être écouté sur anti-flag.com. Le 1er mai 2009, le groupe joue un ensemble de reprises de The Clash à Hoodwink, East Rutherford, New Jersey.
En septembre 2009, Anti-Flag est appelé à jouer à une protestation du G-20 dans leur ville natale Pittsburgh, mais l’organisateur annule le concert à cause de sévères restrictions de stationnement et de forte présence policière dans le voisinage immédiat. Cependant, le groupe continua de prendre personnellement part aux protestations. En novembre 2009, Anti-Flag soutient les étudiants qui protestaient à Vienne. Ils firent un discours au bâtiment principal de l’Université de Vienne que les étudiants contrôlaient et un représentant des étudiants vient parler à leurs deux concerts à Vienne.

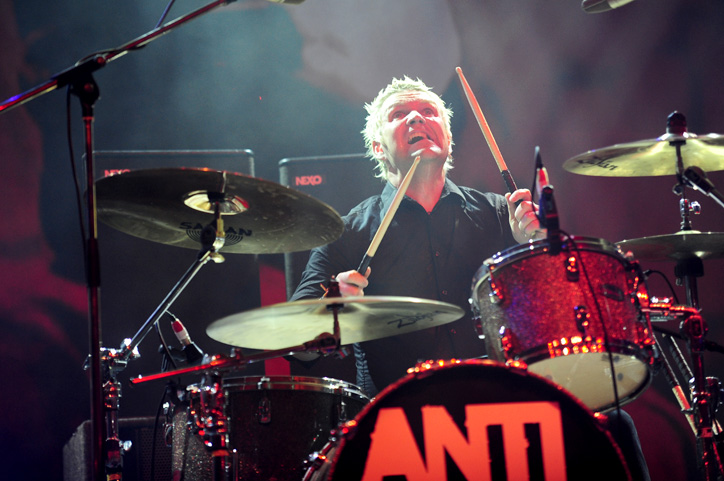
Anti-Flag au Soundwave Festival en 2010.

En janvier 2010, Anti-Flag fait une tournée aux États-Unis, assisté par Aiden, Cancer Bats, et divers groupes dont des groupes locaux pour jouer les premières parties. La tournée est sponsorisée par Amnesty International, Peta 2, Greenpeace et Innes Clothing (qui a organisé une collecte de vêtements pour les sans-abris locaux et des refuges pour les jeunes). Le groupe continua avec une tournée australienne, en jouant au Soundwave Festival en février 2010, avec des groupes comme AFI, Paramore, Escape the Fate, A Day to Remember, HIM entre autres, et deux dates en têtes d’affiches, assistés par Alexisonfire et Comeback Kid. Pendant l’été 2010, le groupe joue dans divers festivals comme Ruisrock et Woodstock en Beauce, ainsi que les quelques dernières dates du Vans Warped Tour en août. En septembre, le groupe fait une tournée canadienne avec The Menzingers, suivie par la tournée européenne du Vans Off the Wall Music Tour en octobre avec The Swellers et Pulled Apart by Horses.
Le groupe fait son retour sur scène en mars 2011, avec une tournée en Amérique du Sud avec This Is a Standoff, puis en faisant la première partie de My Chemical Romance de deux dates aux États-Unis en avril. En mai–juin 2011, le groupe retourne en Europe pour jouer au Slam Dunk Festival, et faire la première partie de System of a Down le 2 juin à Milan, en Italie. Le 21 juin 2011, Justin Sane annonce qu’Anti-Flag travaillait sur un nouvel album. Sane a aussi annoncé son projet d’album solo, en travaillant sur de la musique folk. Le nouvel album du groupe, The General Strike, est sorti le 20 mars 2012.
Le groupe organise le 3 mai 2012 son festival ANTIFest au Forum de l'Université de Hertfordshire. L'ANTIFest est aussi organisé au Backstage Werk à Munich, en Allemagne, le 14 juillet 2013. En juin 2014, Anti-Flag annonce un nouvel album intitulé A Document of Dissent: 1993-2013. Il s'agit d'une compilation qui comprend des chansons enregistrées entre 1993 et 2013, et est publiée le 21 juillet 2014.

### American SpringetAmerican Fall(2015-2018)
Le 16 janvier 2015, le groupe annonce un neuvième album studio, intitulé American Spring, au label Spinefarm Records. L'album est publié le 26 mai 2015. On peut retrouver sur cet album, Tim Armstrong, sur le titre Brandenburg Gate. Plus tard en 2015, Anti-Flag publie une compilation intitulée Cease Fires, publiée le 18 décembre 2015.
Le 14 aout 2017, en réaction aux événements de la manifestation "Unite the Right", le groupe publie la chanson Racists. Quelques jours plus tard, ils annoncent la sortie de leur dixième album, intitulé American Fall, pour le 3 novembre 2017, ainsi qu'un nouveau titre, American Attraction. Ils sortent ensuite, le 28 septembre 2018, un album de version acoustique de titres de leurs deux derniers albums ainsi que des reprises de Gimme Some Truth de John Lennon, For What It’s Worth des Buffalo Springfield et Surrender des Cheap Trick.

### 20/20 Vision,Lies They Tell Our Childrenet séparation (2019-2023)
Le 7 octobre 2019, le groupe sort le titre Christian Nationalist, expliquant sur leur site sa signification ainsi qu'une liste des personnes politiques républicaines américaines ayant reçu des dons de la National Rifle Association of America et des lobbys pro-armes accompagné d'une liste des tueries de masse. Le même mois, il dévoile le morceau Hate Conquers All et leur album 20/20 Vision prévu pour le 17 janvier 2020. Le 30 octobre, une version deluxe de cet album parait intitulée 20/20 Division et comprenant 5 titres inédits.Toujours en octobre, ils annoncent aussi la sortie d'un film documentaire, Beyond Barricades: The Story of Anti-Flag. Il suit les débuts du groupe jusqu'à aujourd'hui en présentant leur musique, leur militantisme...
La pandémie ayant suspendu la tournée du groupe pendant une longue période, Anti-Flag a pu passer beaucoup plus de temps à l'écrire de nouvelle musique. Ainsi, à la fin de la tournée de 20/20 Vision, le groupe retourne en studio pour enregistrer son prochain album, Lies They Tell Our Children. Il adopte cette fois une approche différente en produisant un concept-album en invitant de nombreux invités sur plusieurs de leurs titres. On peut retrouver sur ce disque Jesse Leach, Shane Told, Tim McIlrath, Brian Baker, Ashrita Kumar, Campino, Tré Burt et Stacey Dee (Bad Cop/Bad Cop). Ce dernier album sortira le 6 janvier 2023.
Le 19 juillet 2023, le groupe annonce sa séparation sur leur Patreon. À la suite de cette annonce, leur site web ainsi que leurs réseaux sociaux sont supprimés. Le groupe n'a pas publié d'explication ou de déclaration officielle en dehors de Patreon confirmant ou expliquant davantage leur rupture. Stereogum et Us Weekly relie leur dissolution à l'épisode d'un posdcast, enough., publié le 19 juillet, où Kristina Sarhadi raconte qu’elle a été agressée sexuellement par le chanteur d’un groupe punk politique mais ne nomme jamais le chanteur en question, qui pourrait être Justin Sane. 
Quelques jours après leur rupture, plusieurs groupes annoncent leur départ de leur label, AF Records. 
Le 26 juillet, Justin Sane publie une déclaration sur Instagram niant les accusations à son encontre. Les autres membres du groupe publieront également une déclaration où ils expriment leur choc et leur tristesse face à ces allégations. Ils expliquent également le choix du groupe de se dissoudre : "L'un des principes fondamentaux du groupe Anti-Flag est d'écouter et de croire toutes les survivantes de violences et d'abus sexuels. Les allégations concernant Justin sont en contradiction directe avec ce principe. Par conséquent, nous avons estimé que la seule option immédiate était de dissoudre le groupe."

## ANTIFest
L'ANTIFest est le propre festival d'Anti-Flag. Il est organisé le 3 mai 2012 au Forum de l'Université de Hertfordshire. Il comprend des groupes punk comme The Bouncing Souls, The Menzingers, Red City Radio, The Computers, et The Skints, et des volontaires d'associations comme Amnesty International, PETA, et Emmaüs. L'ANTIFest 2013 est organisé au Backstage Werk à Munich, en Allemagne, le 14 juillet avec ZSK, Strike Anywhere, The Computers et Apologies, I Have None.

## Militantisme politique
Les engagements d’Anti-Flag incluent la création des groupes The Underground Action Alliance, Military Free Zone (un groupe pour protester contre une clause du No Child Left Behind Act, qui donne aux recruteurs de l’armée l’accès automatique aux détails personnels des étudiants) et The Bright Lights.
Ils participent à de nombreuses manifestations, dont deux en soutien à Rage Against the Machine. En 2008, ils jouent devant la convention nationale du Parti républicain afin de s'opposer à celle-ci. Ils devaient être le dernier groupe à jouer, mais quand les organisateurs ont appris que Rage Against The Machine allaient jouer après eux, et sur injonction de la police, ils coupèrent l’alimentation de la scène et Rage Against The Machine joua deux titres à l’aide de mégaphones.
Le groupe joue un concert acoustique à la manifestation « Occupy Wall Street » à New York, le 8 octobre 2011.
Ils soutiennent régulièrement des organisations politiques telles que Democracy Now! ; PETA, qui furent un de leurs sponsors pour leur tournée The Economy Sucks Let's Party en 2010 ; Amnesty International, à qui le groupe donna de l’argent de la vente de The People and the Gun, et qui furent également un de leurs sponsors de leur tournée The Economy Sucks Let's Party ; Greenpeace, avec qui le groupe travaille pour convaincre les leaders mondiaux de participer à la conférence sur le climat de Copenhague et qui furent également un de leurs sponsors de leur tournée The Economy Sucks Let's Party ; Useless, avec qui ils vendirent des t-shirt sérigraphiés en édition limitée pour amasser des fonds pour le projet Kandorwahun, tout en augmentant la visibilité de Useless.
Le titre Die for Your Government est chanté par des manifestants anti-guerre qui ont temporairement bloqué une route pour empêcher les troupes américaines d’aller se déployer en Irak en août 2010,,,. Ils apparaissent dans le documentaire de 2010 Sounds Like A Revolution, à propos de la nouvelle musique engagée en Amérique.

## Symbole
La Gun Star est le symbole du groupe Anti-Flag, créée par le guitariste Chris Head. Elle est à l’origine utilisée pour la couverture de l’album Mobilize, puis pour les objets commercialisés. Elle est formée de cinq M16 cassés en deux, organisés en forme d’étoile.

## Influences
Le groupe cite avoir d’innombrables influences, bien que les plus importantes soient : The Clash, Bad Religion, Woody Guthrie, Bob Dylan, Billy Bragg, Generation X, The Smiths, Crass, Dead Kennedys, Fear, Johnny Cash, Aus-Rotten, Refused, Fugazi, The Pixies, Less Than Jake, Rage Against the Machine, Bouncing Souls, et Alkaline Trio.

## Membres

### Membres actuels
- Justin Sane - chant, guitare (1988–1989, depuis 1993)
- Chris#2 - chant, basse (depuis 1997)
- Chris Head - guitare rythmique, chœurs (depuis 1997)
- Pat Thetic - batterie, percussions (1988–1989, depuis 1993)

### Anciens membres
- Lucy Fester - basse (1988–1989)
- Andy Flag - basse, chœurs, chant occasionnel (1993–1994)
- Brian Curran - basse (1994–1996)
- Sean Whelan - basse (1996–1997)
- Jamie « Cock » Towns - basse (1997)

## Discographie

### Albums studio
- 1996 : Die for the Government
- 1999 : A New Kind of Army
- 2001 : Underground Network
- 2002 : Mobilize
- 2003 : The Terror State
- 2006 : For Blood and Empire
- 2009 : The Bright Lights of America
- 2009 : The People or the Gun
- 2012 : The General Strike
- 2015 : American Spring
- 2017 : American Fall
- 2020 : 20/20 Vision
- 2023 : Lies They Tell Our Children

### EP
- 1995 : Kill Kill Kill
- 2003 : Live at Fireside Bowl
- 2007 : A Benefit for Victims of Violent Crime
- 2009 : Which Side Are You On? E.P.
- 2010 : The Second Coming of Nothing

### Splits
- 1993 : Rock'n with Father Mike (avec The Bad Genes)
- 1996 : Reject (avec Against All Authority)
- 1996 : God Squad / Anti-Flag (avec God Squad)
- 1996 : North America Sucks!! (avec d.b.s.)
- 1997 : I'd Rather Be In Japan (avec Obnoxious)
- 1998 : The Dread / Anti-Flag (avec The Dread)
- 2002 : BYO Split Series Vol. 4 (avec The Bouncing Souls)
- 2009 : Rise Against / Anti-Flag (avec Rise Against)

### Compilations
- 1998 : Their System Doesn't Work for You
- 2015 : Cease Fires
- 2018 : American Reckoning

### Singles
- 2003 : Turncoat
- 2004 : Death of a Nation
- 2004 : Post-War Breakout
- 2005 : The Press Corpse
- 2006 : 1 Trillion Dollar$
- 2006 : This Is the End (for You My Friend)
- 2006 : War Sucks, Let's Party
- 2006 : Emigre (2006)
- 2008 : The Bright Lights of America
- 2008 : The Modern Rome Burning
- 2008 : Turn You Back (avec Billy Talent)
- 2009 : When All The Lights Go Out
- 2009 : Sodom, Gomorrah, Washington D.C.
- 2010 : The Economy Is Suffering
- 2012 : A Brief Misunderstanding of Kings and Queens
- 2012 : The Neoliberal Anthem

### Vidéographie
- Turncoat (2003)
- Death of a Nation (2004)
- Post-War Breakout (2004)
- The Press Corpse (2006)
- 1 Trillion Dollar$ (2006)
- This Is the End (for You My Friend) (2006)
- War Sucks, Let's Party (2006)
- The Bright Lights of America (2008)
- The Modern Rome Burning (2008)
- When All the Lights Go Out (2009)
- The Economy Is Suffering...Let It Die (2010)
- This Is The New Sound (2012)